# Хайнаньская кустарниковая куропатка
Хайнаньская кустарниковая куропатка (лат. Arborophila ardens) — вид птиц из семейства фазановых, эндемичный для острова Хайнань (Китай). Её естественная среда обитания — девственные вечнозелёные леса. Данному виду угрожает потеря среды обитания, МСОП присвоил таксону охранный статус «уязвимые виды» (VU).

## Таксономия
Этот вид был описан Фредериком Уильямом Стэном в 1892 году. Подвидов не образует.

## Внешний вид и строение
Длина тела хайнаньской кустарниковой куропатки составляет 26—28 см. Самец весит около 300 грамм, а самка весит около 237 грамм. Голова черноватая, на ушных перьях есть белые пятна. В беловатый цвет окрашены и брови. Темя и затылок тёмно-коричневые, с чёрными пятнами. Верхняя сторона тела оливково-коричневого цвета с чёрным чешуйчатым рисунком. Горло и бока шеи черноватые, вокруг шеи оранжевый воротник. Низ тела серый, а центральная часть брюшка охристая. Крылья серовато-коричневые. Клюв чёрный, глаза карие, лапы тускло-красноватые. Самка мельче и окрашена не так ярко, как самец.

## Распространение и среда обитания
Хайнаньская кустарниковая куропатка является эндемиком Хайнаня, хотя есть неподтвержденные сообщения из Гуанси. Её среда обитания — девственные вечнозелёные леса, широколиственные или смешанные хвойно-широколиственные, на высоте 600—1600 м над уровнем моря. Она также встречается в лесах, восстановившихся на местах вырубок.

## Поведение
О поведении хайнаньской кустарниковой куропатки известно немного. Предположительно, она ведет себя как другие виды своего рода. Наблюдались одиночные птицы, пары и стаи. Поедает улиток и семена. Её призывный крик состоит из двух повторений, включая дзю-гу-дзю-гу-джу-гу. Иногда вторая птица испускает быстрые одиночные крики в ответ.

## Охрана
По оценкам, популяция составляет 2600—3500 взрослых птиц, но может быть больше, поскольку новые популяции были обнаружены в 2002—2005 годах. Вероятно, произошло быстрое сокращение популяции из-за потери среды обитания. С 2002 года были обнаружены новые популяции, и больше лесов острова была взята под охрану, поэтому сокращение, возможно, замедлилось. Вид находится под угрозой из-за вырубки леса для лесозаготовок и сельского хозяйства, а также незаконной охоты. Изменение климата также может быть угрозой. Из-за его небольшой, сокращающейся популяции и небольшого ареала МСОП оценил его как уязвимый вид. В Китае хайнаньская кустарниковая куропатка охраняется государством. Из 660 км² подходящей для данного вида среды обитания 410 км² находятся в природных заповедниках, таких как Национальный природный заповедник Хайнань Баванглинг, Цзяньфэнлинг, Учжишань, Дяолуошань Лимушань и Нанвейлин.